# フォー・ノー・ワン
「フォー・ノー・ワン」（For No One）は、ビートルズの楽曲である。1966年に発売された7作目のイギリス盤公式オリジナル・アルバム『リボルバー』に収録された。レノン＝マッカートニー名義となっているが、ポール・マッカートニーによって書かれた楽曲。バロック・ポップとチェンバー・ミュージックを融合させた楽曲で、歌詞は恋人関係の終わりを題材とした内容となっている。アラン・シヴィルによるフレンチ・ホルンのソロが含まれており、最後のヴァースでは対位法として演奏されている。
ジョン・レノンは「ポールが書いた曲の中で一番好きな曲の一つ」と述べている。

## 背景・レコーディング
マッカートニーは、休暇で当時の彼女ジェーン・アッシャーとスイスへスキーリゾートに出かけた際のバスルームで、本作を書いた。その時の仮タイトルは「Why did it Die?（なぜそれは死んだのか?）」だった。マッカートニーは、歌詞について「よくあるテーマ。女性との関係が簡単だったことは、ただの一度だってなかった」と語っている。
「フォー・ノー・ワン」は、1966年5月9日、16日、19日にレコーディングされた。マッカートニーはベースとボーカルの他に、ピアノとジョージ・マーティンがAIR社より借りてきたクラヴィコード、リンゴ・スターはドラム、タンバリン、マラカスを演奏。なお、レノンとジョージ・ハリスンはレコーディングに参加していない。
フレンチ・ホルンのソロは、レコーディング・エンジニアのジェフ・エメリックが「ロンドンで一番のホルン奏者」と評したフレンチ・ホルン奏者アラン・シヴィルによる演奏。セッション時にマッカートニーは、シヴィルに対して通常の楽器の音域を超えた音を吹くように迫った。それに対するシヴィルの演奏について、エメリックは「彼の人生をかけた演奏」としている。

## 評価
音楽評論家から肯定的な評価を得ており、『オールミュージック』のトーマス・ワードは「ポール・マッカートニーが書いたビートルズの素晴らしいバラードの1つ」とし、「独特のマッカートニーのタッチに満ちた、疑う余地のないシンプルで素晴らしい楽曲」と評している。『ローリング・ストーン』誌のロブ・シェフィールドは、『リボルバー』においてマッカートニーが書いた歌詞を称賛し、本作について「究極の別れの歌」と評価した。

## クレジット
※出典
- ポール・マッカートニー - リード・ボーカル、ピアノ 、クラヴィコード、ベース
- リンゴ・スター - ドラム、マラカス、タンバリン
- アラン・シヴィル - フレンチ・ホルン

## カバー・バージョン
- カエターノ・ヴェローゾ - 1975年に発売されたアルバム『クアルケル・コイザ』に収録[14]。
- ポール・マッカートニー - 1984年に発売されたアルバム『ヤァ!ブロード・ストリート』に収録[15]。
- イアン・マッカロク - 2014年に発売されたトリビュート・アルバム『The Art of McCartney』に収録[16]。